# Hal Trosky
Harold Arthur Troyavesky dit Hal Trosky (Norway (Iowa), 11 novembre 1912 - Cedar Rapids (Iowa), 18 juin 1979) est un ancien joueur américain de baseball qui évolua en Ligue majeure de 1933 à 1946.

## Carrière
Natif de l'Iowa, Hal doit composer avec de violentes migraines tout au long de sa vie. Ces crises de migraine l'empêchèrent souvent de rester en jeu. En 1942-43 et 1945 il stoppe même sa carrière pour traiter, sans succès, ce problème. 
La meilleure saison de Trosky est celle de 1936 où il enregistre 0,343 de moyenne au bâton, 162 points produits et une série de 28 matches consécutifs avec au moins un coup sûr. Il termine 10e du vote du MVP de la saison après avoir été 7e en 1934. Cette saison-là, il frappe notamment trois coups de circuit au cours du même match le 30 mai 1934 face aux Chicago White Sox à League Park. Il réédite cette performance contre les St. Louis Browns le 5 juillet 1937.
Trosky passe chez les Chicago White Sox en fin de carrière après avoir joué neuf saisons chez les Cleveland Indians. Il devient ensuite brièvement recruteur pour les White Sox où évoluera son fils en 1958, le lanceur Hal Trosky jr..
Hal Trosky est introduit au Hall of Fame des Cleveland Indians dès 1951.